# Aphrophora yohenai
Aphrophora yohenai is een halfvleugelig insect uit de familie Aphrophoridae. De wetenschappelijke naam van deze soort is voor het eerst geldig gepubliceerd in 1934 door Matsumura.